# 努斯 (朗德省)
努斯（法語：Nousse，法語發音：[nus]）是法国朗德省的一个市镇，属于达克斯区。

## 地理
努斯（43°43'1"N, 0°49'21"W）面积3.87 平方千米，位于法国新阿基坦大区朗德省，该省份为法国西南部沿海省份，是法國本土面积第二大的省，北起吉倫特省，西临大西洋，南至大西洋比利牛斯省，东临热尔省，东北与洛特-加龍省接壤。
与努斯接壤的市镇（或旧市镇、城区）包括：巴奇、加马德莱班、拉奥斯、卢尔康、沙洛斯地区蒙福尔、波亚讷。

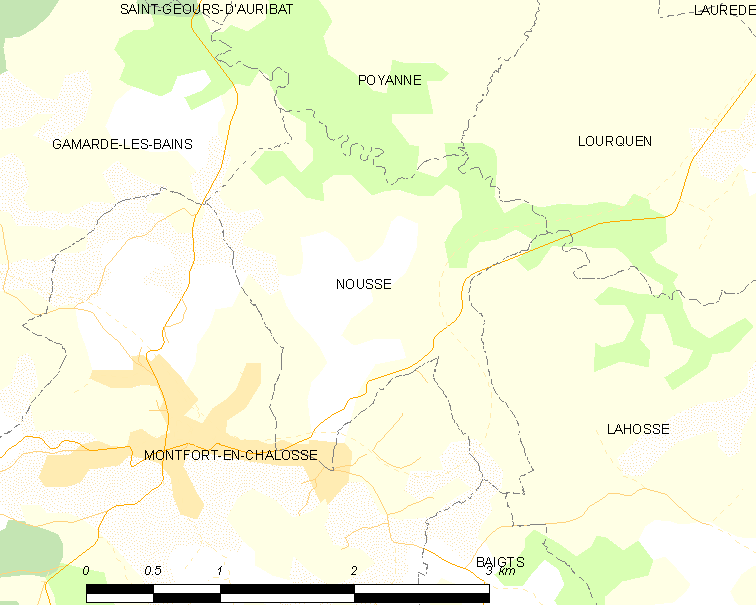
的OSM定位图

努斯的时区为UTC+01:00、UTC+02:00（夏令时）。

## 行政
努斯的邮政编码为40380，INSEE市镇编码为40205。

## 政治
努斯所属的省级选区为沙洛斯山坡县。

## 人口

1962-2008年间人口变化图示

努斯于2022年1月1日时的人口数量为249人。